# غابي زاكس
غابي زاكس (بالإنجليزية: Gabe Sachs)‏ هو منتج تلفزيوني وكاتب سيناريو أمريكي، ولد في القرن العشرين.

## وصلات خارجية
- غابي زاكس على موقع IMDb (الإنجليزية)
- غابي زاكس على موقع قاعدة بيانات الفيلم (الإنجليزية)